# Kučki Kom
Kučki Kom är ett berg i Montenegro. Det ligger i den centrala delen av landet. Toppen på Kučki Kom är 2 456 meter över havet. Kučki Kom ingår i Komovi.
Terrängen runt Kučki Kom är huvudsakligen kuperad, men österut är den bergig. Kučki Kom är den högsta punkten i trakten. Trakten runt Kučki Kom består i huvudsak av gräsmarker.